# Benno Lemke

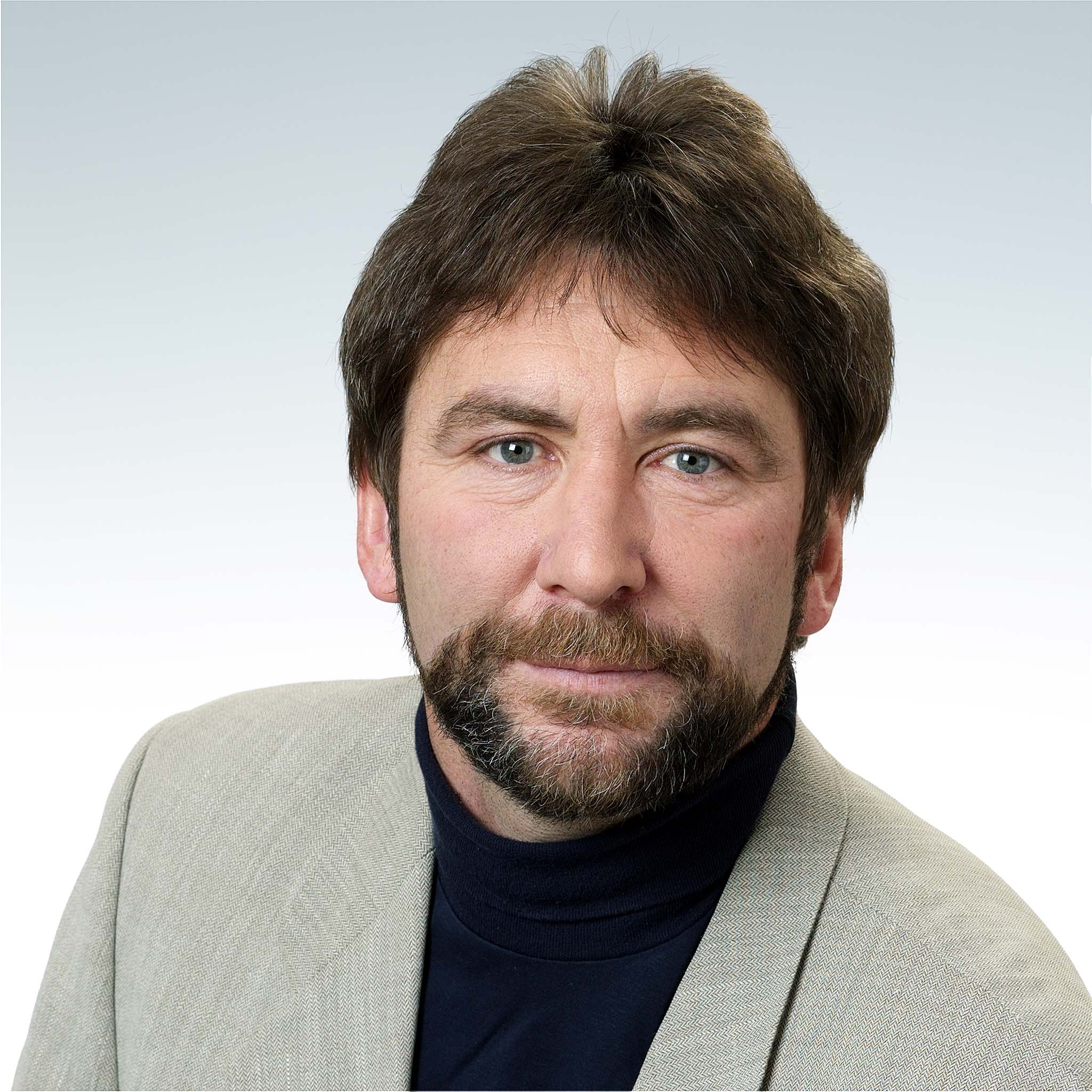
Benno Lemke 2008

Benno Lemke (* 17. Dezember 1958 in Stralsund; † 12. Juni 2010 in Erfurt) war ein deutscher Politiker (Die Linke). Er war von 1994 bis 1999 sowie von 2003 bis 2009 Mitglied des Thüringer Landtags.

## Leben
Nach dem Abschluss der 10. Klasse absolvierte Lemke von 1975 bis 1977 eine Ausbildung zum Kfz-Mechaniker. Dem anschließenden Wehrdienst bei der NVA (Volksmarine) folgten Tätigkeiten als Kfz-Mechaniker und Abteilungsleiter sowie ab 1985 ein Ingenieurstudium für Maschinenbau, das er 1989 als Diplomingenieur abschloss. Nach 1990 arbeitete er als freigestellter Betriebsratsvorsitzender und Geschäftsführer eines Thüringer Großhandelsunternehmens mit Sitz in Erfurt.
Von 1994 bis 1999 gehörte Lemke für die damalige PDS erstmals dem Thüringer Landtag an, anschließend war er von 2000 bis 2004 Geschäftsführer der Landesverkehrswacht Brandenburg. Im Herbst 2003 kehrte er als Nachrücker für Konrad Scheringer in den Thüringer Landtag zurück. Bei der Landtagswahl 2004 zog er erneut in den Landtag ein. Er war dort verkehrspolitischer Sprecher seiner Fraktion sowie Mitglied im Ausschuss für Bau und Verkehr. Zur Landtagswahl 2009 kandidierte er als Wahlkreisbewerber im Wahlkreis Unstrut-Hainich-Kreis II sowie auf Platz 22 der Landesliste seiner Partei, verfehlte jedoch den direkten Wiedereinzug in den Landtag.
Seit Sommer 2009 war er Mitglied des Erfurter Stadtrates (Fraktion DIE LINKE), Mitglied in den Ausschüssen Bau und Verkehr sowie Bildung und Sport. Vom Stadtrat wurde er entsandt in den Aufsichtsrat des Erfurter Flughafens, in den Aufsichtsrat der Erfurter Verkehrsbetriebe AG (EVAG) und als Mitglied des Verwaltungsrates der Mittelthüringischen Sparkasse. Ehrenamtlich engagierte er sich als Vorsitzender der Landesverkehrswacht Thüringen e. V. sowie als Vorsitzender des Sportvereins Blau-Weiß 52 Erfurt e. V.
Lemke verstarb im Juni 2010 an einer Krebserkrankung.